# Среди долины ровныя
«Среди долины ровныя…» — стихотворение Алексея Мерзлякова, написанное в 1810 году и ставшее популярной народной песней.
Как и ряд других лёгких лирических сочинений, написанных около этого времени, было посвящено автором своей ученице Анисье Вельяминовой-Зерновой, в которую поэт и педагог Мерзляков был влюблён. Согласно воспоминаниям М. А. Дмитриева, Мерзляков сочинил весь текст практически экспромтом. Сам Мерзляков опубликовал это стихотворение в своей книге «Песни и романсы» (1830), в дальнейшем оно иногда печаталось под названиями «Одиночество» и «Песня», — однако уже в 1819 году в третьей части издания «Новейший и полный всеобщий песенник» «Среди долины ровныя» было напечатано без имени автора, как популярная песня.
По вопросу авторства музыки к песне мнения специалистов расходятся, поскольку мелодическое сопровождение слов Мерзлякова устоялось не сразу. Поначалу песню пели на мелодию Осипа Козловского, первоначально написанную на слова Петра Карабанова («Лети к моей любезной…»). Позднее приобрела популярность тяготеющая к более эпическому колориту музыка Степана Давыдова. В некоторых источниках называется также имя Д. Н. Кашина — постоянного соавтора Мерзлякова. По-видимому, однако, основой для вдохновения всех трёх композиторов была народная мелодия, которую Мерзляков при сочинении стихотворения имел в виду.

## В последующей культуре
В 1826 году Михаил Глинка написал Вариации на тему русской песни «Среди долины ровныя» для фортепиано.
В пьесе Александра Островского «Гроза» (1859) песню поёт один из персонажей — часовщик Кулигин.
К 1883 году относится известная картина И. И. Шишкина «Среди долины ровныя».

## Исполнители
Запись песни осуществили многие выдающиеся исполнители: Надежда Плевицкая, Георгий Виноградов, Иван Скобцов, Максим Михайлов, Алексей Покровский, Борис Штоколов, Юрий Гуляев, Евгений Нестеренко, Жанна Бичевская, Леонид Фёдоров, Олег Погудин, а также многочисленные хоровые коллективы.